# Tortistilus wickhami
Tortistilus wickhami är en insektsart som beskrevs av Van Duzee. Tortistilus wickhami ingår i släktet Tortistilus och familjen hornstritar. Inga underarter finns listade i Catalogue of Life.